# فاینال فانتزی ۶
فاینال فانتزی ۶ (به انگلیسی: Final Fantasy VI) (به ژاپنی: ファイナルファンタジーVI، تلفظ:Fainaru Fantajī Shikkusu) یک بازی ویدئویی در سبک نقش‌آفرینی و ششمین قسمت از مجموعه بازی‌های فاینال فانتزی است که توسط شرکت اسکوئر (اسکوئر انیکس کنونی) برای کنسول سوپر نینتندو ساخته و منتشر شده‌است. یک نسخه سازگار شده از این بازی توسط شرکت «TOSE» با تغییرات جزئی در سال ۱۹۹۹ برای کنسول پلی‌استیشن و در سال ۲۰۰۶ برای کنسول بازی دستی گیم بوی ادوانس عرضه شد.

## بازتاب‌ها
| گردآورنده  | امتیاز                                             |
| ---------- | -------------------------------------------------- |
| گیم‌رنکینگز | 93.7% (11 reviews) (SNES) 90.6% (26 reviews) (GBA) |

| ناشر                    | امتیاز                         |
| ----------------------- | ------------------------------ |
| آل‌گیم                   | (SNES)                         |
| اج                      | 8 of 10 (SNES)                 |
| الکترونیک گیمینگ مانثلی | 9 of 10 (SNES)                 |
| فامیتسو                 | 37 of 40 (SNES) ۳۱ از 40 (GBA) |
| گیم‌اسپات                | 8.9 of 10 (GBA)                |
| آی‌جی‌ان                  | 9 of 10 (GBA)                  |